# Zapala (departement)
Zapala is een departement in de Argentijnse provincie Neuquén. Het departement (Spaans:  departamento) heeft een oppervlakte van 5.200 km² en telt 35.806 inwoners.

## Plaatsen in departement Zapala
- Covunco Abajo
- Covunco Centro
- La Amarga
- Los Catutos
- Mariano Moreno
- Ñireco
- Ramón M. Castro
- Santo Domingo
- Villa del Puente Picún Leufú
- Zapala